# Château de Mamer
Le château de Mamer (en luxembourgeois : Mamer Schlass et en allemand : Mamer Schloss) est le siège de l'administration communale de Mamer dans le sud-ouest du Luxembourg. En tant que lieu de réunion du conseil communal, le château accueille régulièrement ses séances. 
Il est situé sur la place de l'Indépendance, à proximité du centre de la ville et est composé de quatre bâtiments. Derrière le bâtiment principal se trouvent une sculpture de Nicolas Frantz, double vainqueur du Tour de France, et de Josy Barthel, unique médaillé d'or olympique de l'histoire du Luxembourg, tous deux nés à Mamer,. 

## Histoire

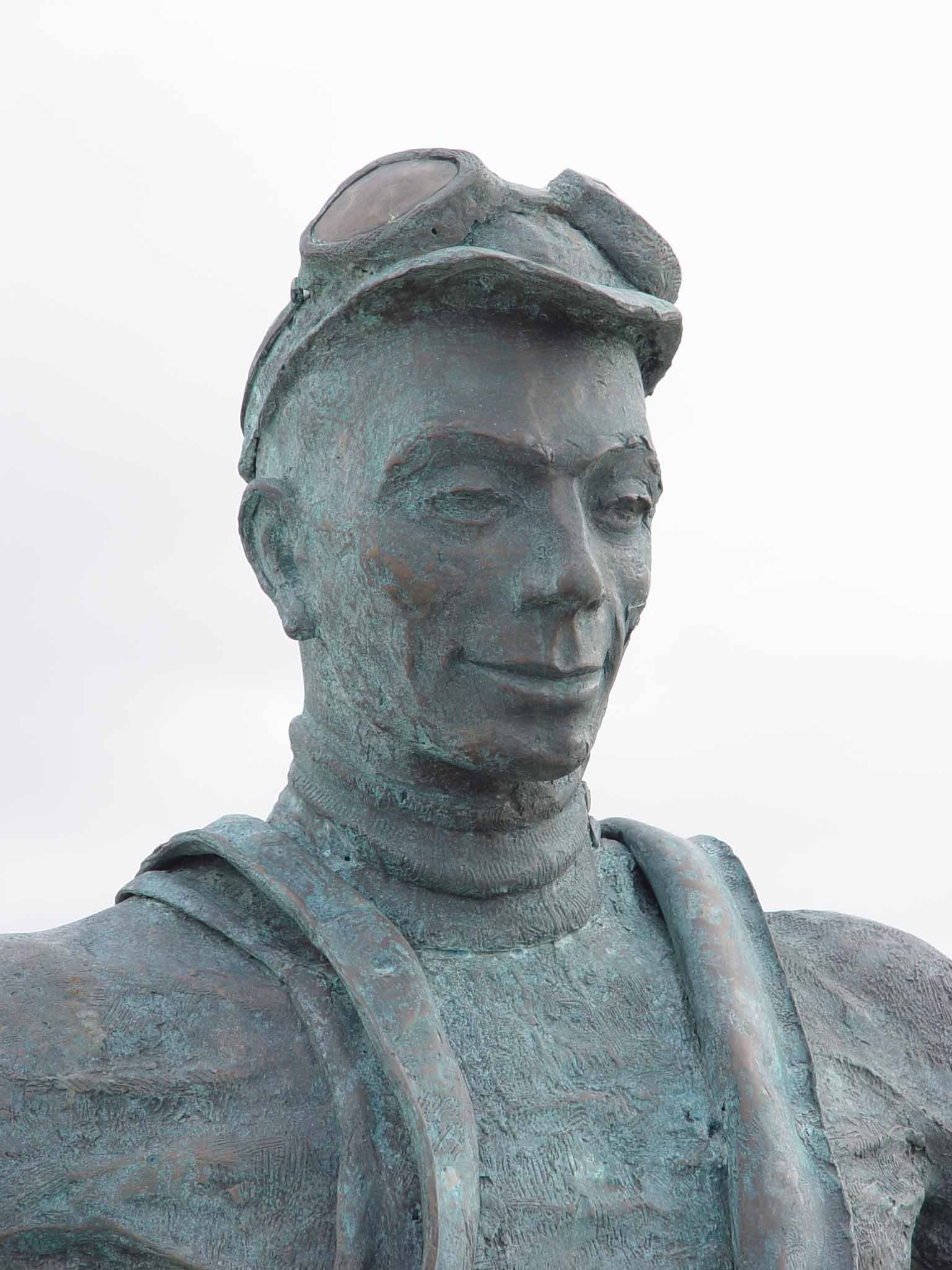
Statue de Nicolas Franz, située à l'arrière du château.

Un château est originellement construit à Mamer au XXe siècle. Du fait des guerres de la Révolution française, il tombe en ruine puis est saisi et vendu par les forces françaises en 1798 à Thierry de Bastogne,. Frédéric François, haut fonctionnaire, fait construire un nouveau château sur le site en 1830, entouré d'un mur de 2 mètres de haut, et aménage un étang sur le domaine.  
En 1934, le château est vendu associé à une parcelle de 1,72 hectare à un couple, Jacques Fischer et Julie Kremer, qui y tient alors une exploitation agricole.  
En 1995, la propriété est achetée par l'administration communale qui, en 1997, vote à l'unanimité sa restauration. Les travaux se déroulent de septembre 1999 à février 2002, l'administration communale prend place en mars 2002,. 
Par ailleurs, le château de Mamer est le lieu du tirage au sort du championnat d'Europe de football des moins de 17 ans le 6 avril 2006, qui se tient au Luxembourg le mois suivant. 